# Gary Grigsby
Gary Grigsby ist ein Entwickler und Programmierer von Computerspielen. Im Jahr 1997 beschrieb ihn Game Developer als „einen der Gründerväter der strategischen Kriegsspiel für den Computer“.

## Karriere
Grigsby veröffentlichte erstmals 1982 mit Guadalcanal Campaign ein Computerspiel im Kriegsspiel-Genre. Alle weiteren Veröffentlichungen blieben diesem Genre treu. Bis 1997 wurden seine Spiele von Strategic Simulations, Inc. (SSI) veröffentlicht. 2001 gründete er zusammen mit SSI-Gründer Joel Billings und Keith Brors das Entwicklerstudio 2 by 3 Games. Die bisher letzte Neuerscheinung erschien 2021 mit Gary Grigsby's War in the East 2.

## Spieleentwicklungen
- Guadalcanal Campaign (1982)
- Bomb Alley (1982)
- North Atlantic 86 (1983)
- Carrier Force (1983)
- Objective: Kursk (1984)
- War in Russia (1984)
- Reforger '88 (1984)
- Kampfgruppe (1985)
- Mech Brigade (1985)
- USAAF (1985)
- Battlegroup (1986)
- Warship (1986)
- War in the South Pacific (1986)
- Battlecruiser (1987)
- Panzer Strike! (1987)
- Typhoon of Steel (1988)
- Overrun! (1989)
- Second Front (1990)
- Western Front (1991)
- Carrier Strike (1992)
- Gary Grigsby's Pacific War (1992)
- Gary Grigsby's War in Russia (1993)
- Steel Panthers (1995)
- Steel Panthers II (1996)
- Steel Panthers III (1997)
- Battle of Britain (1999)
- 12 O'clock High (1999)
- Uncommon Valor: Campaign for the South Pacific (2002)
- War in the Pacific: The Struggle Against Japan 1941–1945 (2004)
- Gary Grigsby's World at War (2005)
- Gary Grigsby's World at War A World Divided (2006)
- Gary Grigsby's War Between the States (2008)
- Gary Grigsby's War in the East (2010)
- Gary Grigsby's War in the West (2014)
- Gary Grigsby's War in the East 2 (2021)